# Gat de Pallas
El gat de Pallas o manul (Otocolobus manul), és un petit fèlid salvatge de l'Àsia central. Deu el seu nom al naturalista Peter Simon Pallas, el qual el va descriure per primer cop el 1776.
El gat de Pallas és l'espècie vivent més antiga del clade dels fèlids, la qual inclou el modern gènere Felis. Aquest felí, juntament amb l'extint Felis lunensis, fou probablement un dels dos primers fèlids que evolucionaren de Pseudaelurus fa aproximadament 12 milions d'anys.

## Taxonomia
El gat de Pallas té una història taxonòmica complexa. Sovint se l'ha situat dins del gènere Felis (juntament amb la majoria de la resta de gats). Aquest gènere sobredimensionat ha estat posteriorment dividit en molts gèneres més petits, donant lloc a una reclassificació del gat de Pallas, que el deixava com a únic membre del gènere Otocolobus (del prefix llatí oto per orella, i del grec kolobus per escurçada). No obstant això, a finals del segle xx, el gat de Pallas era considerat com a parent proper de la resta d'espècies del gènere Felis i se'l va reubicar conseqüentment dintre. Finalment, investigacions recents han demostrat que el gat de Pallas està estretament relacionat amb els gèneres Felis i Prionailurus. Com a resultat d'aquestes investigacions, el gènere Otocolobus ha renascut i el gat de Pallas ha estat reclassificat.

## Descripció
El gat de Pallas té una mida similar a la d'un gat domèstic, d'entre 46 i 65 centímetres de longitud, a més d'una cua que fa entre 21 i 31 centímetres de llarg, i un pes que varia entre 2,5 i 4,5 quilos.
Té diverses característiques que el distingeixen dels altres felins. Per exemple, els ulls tenen les pupil·les arrodonides en lloc de les de forma d'esquerda de les dels altres gats petits, les potes són proporcionalment més curtes que les d'altres gats, manté les orelles molt baixes i separades, i té unes urpes inusualment curtes. El musell és curt en comparació amb el d'altres gats, donant-li un aspecte aparentment aplanat. Les curtes mandíbules tenen menys dents del que és habitual entre els fèlids, estant absents el primer parell de premolars superiors.
Donat al seu musell relativament aplanat, es va creure que el gat de Pallas era un ancestre de la raça del gat persa, encara que se sap que aquesta relació es falsa.
El seu pelatge és de color ocre amb franges verticals fosques al tors i les potes davanteres, les quals no sempre són visibles a causa del seu dens pelatge. El pelatge d'hivern és més gris i té menys franges que el d'estiu. Té anells de color negre a la cua i taques fosques al front, i les galtes són de color blanc amb ratlles negres estretes, que la recorren des de les comissures dels ulls. La barbeta i la gola també són de color blanc, i es fonen amb la pell grisa i sedosa de les parts inferiors. Els anells concèntrics blancs i negres que envolten els ulls, accentuen la forma arrodonida del seu rostre.

## Distribució i hàbitat
El gat de Pallas viu a les estepes asiàtiques, en alçades compreses entre els 1.000 i 4.000 metres. Se'l pot trobar a les costes est i sud del mar Càspia, al nord de l'Iran, l'Índia, el Pakistan, l'Afganistan i el Turkmenistan, a l'oest i al centre de la Xina, i Mongòlia. Prefereix les zones rocoses amb relativament pocs arbres, com són turons àrids, estepes desèrtiques, i zones semidesèrtiques.

## Comportament i dieta

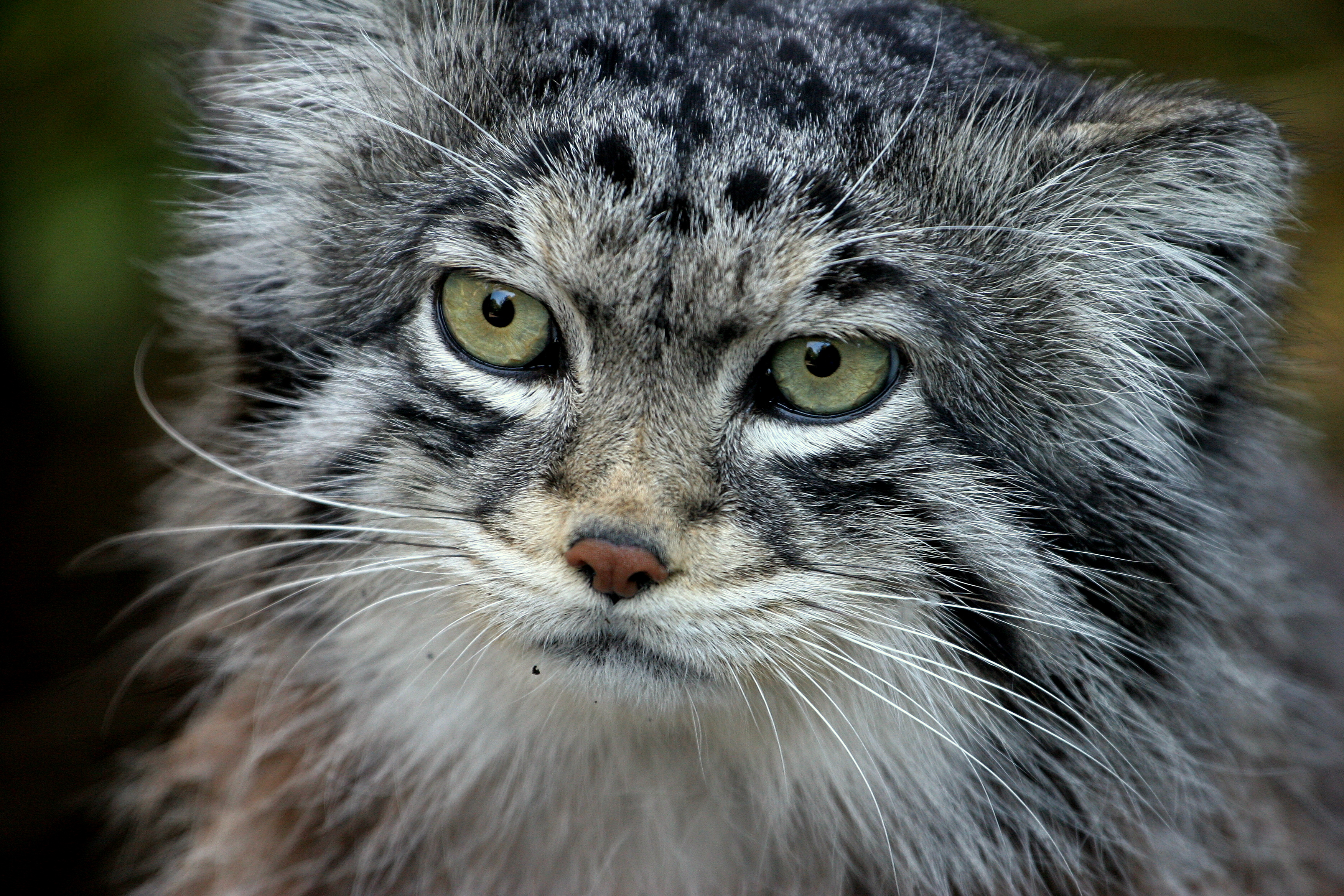
Detall de la cara

Es creu que els gats de Pallas són caçadors crepusculars, que s'alimenten de petits rosegadors, piques i ocells. Cacen principalment agafant per sorpresa o assetjant les seves preses, fent servir la vegetació baixa o el terreny rocós per amagar-se, donat que no són corredors gaire ràpids. Passen la major part del dia refugiats a esquerdes a les roques o en caus abandonats per altres animals, encara que també se'ls ha vist prenent el sol durant el dia.
Com la majora de fèlids, el gat de Pallas és un animal solitari, que rarament s'uneix a altres individus fora de la temporada de reproducció. Tant els mascles com les femelles són territorials i marquen el seu territori. Aquesta espècie de gat té una manera d'amenaçar poc usual, que consisteix a aixecar el llavi superior i mostrar els seus llargs canins.

## Reproducció

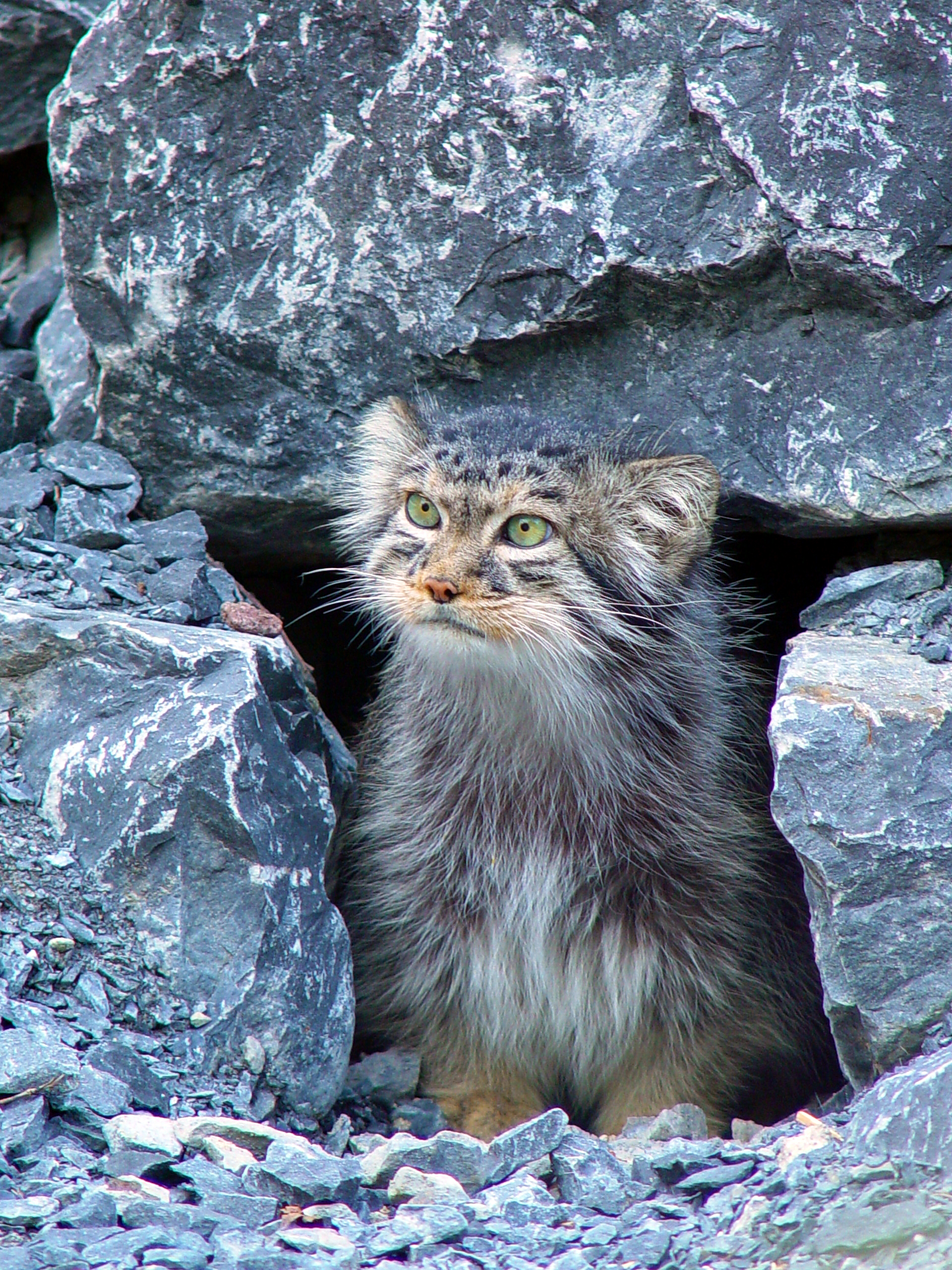
Gat de Pallas al parc zoològic de Zurich

La temporada de reproducció del gat de Pallas és relativament curta, a causa del clima extremat de la seva àrea de distribució. El cicle estral té una durada que varia entre 26 i 42 hores, el qual és també més curt que el d'altres fèlids. Els gats de Pallas donen a llum ventrades formades per entre 2 i 6 gatets, després d'un període de gestació d'entre 66 i 75 dies, generalment a l'abril o al maig. Aquestes grans ventrades, podrien compensar l'elevada mortalitat infantil dins l'ambient hostil del seu hàbitat. Les cries neixen en caus protegits, plens de vegetació seca, plomes i pèls.
En néixer, les cries pesen al voltant de 90 grams, i estan cobertes d'un pelatge gruixut que substitueixen pel pelatge dels adults als dos mesos. Als quatre mesos comencen a caçar, i assoleixen la mida d'adults als sis mesos. En captivitat, s'ha registrat que poden viure fins a 11 anys.

## Conservació

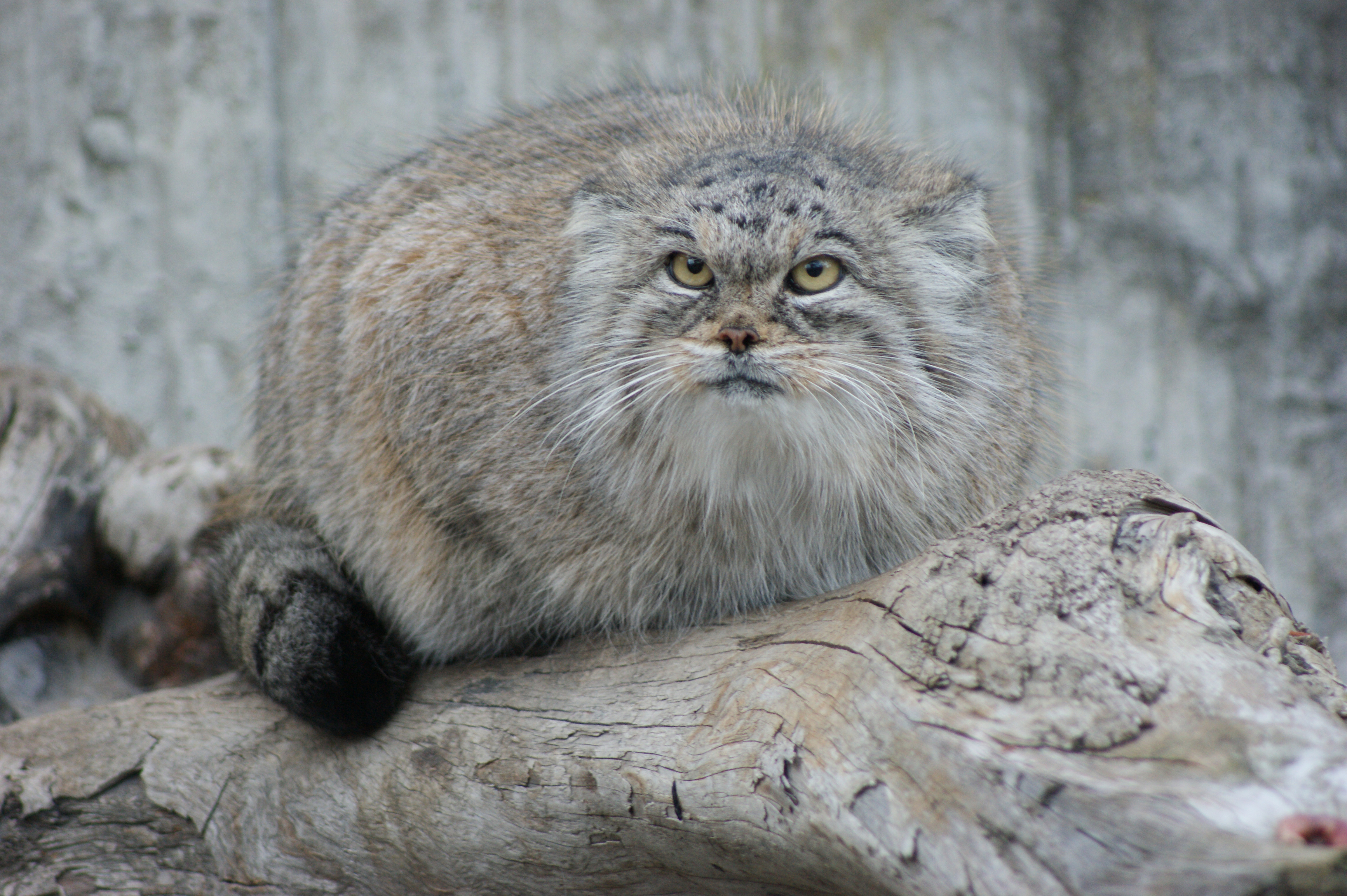
Gat de Pallas al parc zoològic d'Edimburg

Com altres espècies exòtiques de felins, el gat de Pallas ha estat caçat pel seu pelatge. Abans d'esdevenir legalment protegit, desenes de milers de pells s'obtenien anualment als seus països d'origen (Xina, Mongòlia, Afganistan i Rússia). Avui en dia, el gat de Pallas és considerat un benefici per l'entorn, perquè s'alimenta d'espècies considerades plagues per a l'agricultura. No obstant això, l'enverinament de rosegadors i piques, també pot afectar la supervivència d'aquesta espècie de felí.
L'èxit de la cria en captivitat del gat de Pallas és difícil. Encara que es reprodueix bé, les taxes de supervivència són baixes a causa de les infeccions. Això s'ha atribuït a un sistema immunitari poc desenvolupat, ja que el seu hàbitat natural és aïllat, i per tant, normalment no estarien exposats infeccions.

## Subespècies
Existeixen tres subespècies reconegudes del gat de Pallas:
- Otocolobus manul manul, a Mongòlia, Rússia i l'oest de la Xina
- Otocolobus manul ferruginea, a l'Iran, Armènia, el Kazakhstan, Kirguizstan, Turkmenistan, Uzbekistan, Tadjikistan, Afganistan i Pakistan
- Otocolobus manul nigripecta, al Caixmir, el Nepal i el Tibet